# Comitatul Shan
Comitatul Shan sau Shanxian (în chineză simplificată: 单县; chineză tradițională: 單縣; pinyin: Shàn Xiàn) este un comitat din sud-vestul provinciei Shandong, China, care se învecinează cu provinciile Anhui la sud-est și Henan la sud-vest. Este sub administrarea orașului prefectoral Heze⁠(d).

## Diviziuni administrative
Din 2012, acest comitat este împărțit în 4 subdistricte, 5 orașe și 2 municipii.
Subdistricte
| - Subdistrictul Beicheng (北城街道) - Subdistrictul Nancheng (南城街道) | - Subdistrictul Yuanyi (园艺街道) - Subdistrictul Dongcheng (东城街道) |

Orașe
| - Guocun (郭村镇) - Huanggang (黄岗镇) - Zhongxing (终兴镇) - Gaoweizhuang (高韦庄镇) - Xuzhai (徐寨镇) - Caitang (蔡堂镇) - Zhuji (朱集镇) - Lixinzhuang (李新庄镇) | - Fugang (浮岗镇) - Laihe (莱河镇) - Shilou (时楼镇) - Yanglou (杨楼镇) - Zhangji (张集镇) - Longwangmiao (龙王庙镇) - Litianlou (李田楼镇) - Xieji (谢集镇) |

Municipii
- Municipiul Gaolaojia (高老家乡)
- Municipiul Caozhuang (曹庄乡)

## Clima
| Date climatice pentru Shanxian (1991–2020 normals, extremes 1981–2010) | Date climatice pentru Shanxian (1991–2020 normals, extremes 1981–2010) | Date climatice pentru Shanxian (1991–2020 normals, extremes 1981–2010) | Date climatice pentru Shanxian (1991–2020 normals, extremes 1981–2010) | Date climatice pentru Shanxian (1991–2020 normals, extremes 1981–2010) | Date climatice pentru Shanxian (1991–2020 normals, extremes 1981–2010) | Date climatice pentru Shanxian (1991–2020 normals, extremes 1981–2010) | Date climatice pentru Shanxian (1991–2020 normals, extremes 1981–2010) | Date climatice pentru Shanxian (1991–2020 normals, extremes 1981–2010) | Date climatice pentru Shanxian (1991–2020 normals, extremes 1981–2010) | Date climatice pentru Shanxian (1991–2020 normals, extremes 1981–2010) | Date climatice pentru Shanxian (1991–2020 normals, extremes 1981–2010) | Date climatice pentru Shanxian (1991–2020 normals, extremes 1981–2010) | Date climatice pentru Shanxian (1991–2020 normals, extremes 1981–2010) |
| Luna                                                                   | Ian                                                                    | Feb                                                                    | Mar                                                                    | Apr                                                                    | Mai                                                                    | Iun                                                                    | Iul                                                                    | Aug                                                                    | Sep                                                                    | Oct                                                                    | Nov                                                                    | Dec                                                                    | Anual                                                                  |
| ---------------------------------------------------------------------- | ---------------------------------------------------------------------- | ---------------------------------------------------------------------- | ---------------------------------------------------------------------- | ---------------------------------------------------------------------- | ---------------------------------------------------------------------- | ---------------------------------------------------------------------- | ---------------------------------------------------------------------- | ---------------------------------------------------------------------- | ---------------------------------------------------------------------- | ---------------------------------------------------------------------- | ---------------------------------------------------------------------- | ---------------------------------------------------------------------- | ---------------------------------------------------------------------- |
| Maxima medie °C (°F)                                                   | 5.1 (41,2)                                                             | 9.1 (48,4)                                                             | 15.1 (59,2)                                                            | 21.7 (71,1)                                                            | 26.9 (80,4)                                                            | 31.4 (88,5)                                                            | 32.1 (89,8)                                                            | 30.8 (87,4)                                                            | 27.1 (80,8)                                                            | 21.9 (71,4)                                                            | 14.0 (57,2)                                                            | 7.2 (45)                                                               | 20,2 (68,36)                                                           |
| Media zilnică °C (°F)                                                  | 0.4 (32,7)                                                             | 3.8 (38,8)                                                             | 9.5 (49,1)                                                             | 15.9 (60,6)                                                            | 21.3 (70,3)                                                            | 25.9 (78,6)                                                            | 27.5 (81,5)                                                            | 26.2 (79,2)                                                            | 21.7 (71,1)                                                            | 15.8 (60,4)                                                            | 8.6 (47,5)                                                             | 2.3 (36,1)                                                             | 14,91 (58,83)                                                          |
| Minima medie °C (°F)                                                   | −3.2 (26,2)                                                            | −0.1 (31,8)                                                            | 4.9 (40,8)                                                             | 10.8 (51,4)                                                            | 16.2 (61,2)                                                            | 21.0 (69,8)                                                            | 23.9 (75)                                                              | 22.8 (73)                                                              | 17.7 (63,9)                                                            | 11.4 (52,5)                                                            | 4.5 (40,1)                                                             | −1.2 (29,8)                                                            | 10,73 (51,31)                                                          |
| Minima istorică °C (°F)                                                | −15.3 (4,5)                                                            | −12.4 (9,7)                                                            | −7.4 (18,7)                                                            | −1.6 (29,1)                                                            | 4.2 (39,6)                                                             | 11.8 (53,2)                                                            | 17.3 (63,1)                                                            | 12.0 (53,6)                                                            | 5.9 (42,6)                                                             | −2 (28,4)                                                              | −11.4 (11,5)                                                           | −14.3 (6,3)                                                            | −15,3 (4,5)                                                            |
| Precipitații mm (inches)                                               | 11.7 (0.461)                                                           | 18.1 (0.713)                                                           | 22.8 (0.898)                                                           | 38.0 (1.496)                                                           | 53.9 (2.122)                                                           | 78.8 (3.102)                                                           | 182.6 (7.189)                                                          | 159.4 (6.276)                                                          | 74.6 (2.937)                                                           | 34.9 (1.374)                                                           | 32.8 (1.291)                                                           | 12.7 (0.5)                                                             | 720,3 (28,358)                                                         |
| Umiditate [%]                                                          | 66                                                                     | 62                                                                     | 58                                                                     | 63                                                                     | 66                                                                     | 67                                                                     | 80                                                                     | 83                                                                     | 78                                                                     | 73                                                                     | 70                                                                     | 67                                                                     | 69,4                                                                   |
| Nr. de zile cu precipitații (≥ 0.1 mm)                                 | 3.7                                                                    | 4.4                                                                    | 4.7                                                                    | 5.7                                                                    | 6.6                                                                    | 7.5                                                                    | 11.8                                                                   | 10.6                                                                   | 8.1                                                                    | 6.0                                                                    | 5.2                                                                    | 3.9                                                                    | 78,2                                                                   |
| Nr. mediu de zile cu ninsoare                                          | 3.3                                                                    | 2.5                                                                    | 0.6                                                                    | 0.2                                                                    | 0                                                                      | 0                                                                      | 0                                                                      | 0                                                                      | 0                                                                      | 0                                                                      | 0.8                                                                    | 1.8                                                                    | 9,2                                                                    |
| Ore însorite                                                           | 133.8                                                                  | 141.8                                                                  | 184.8                                                                  | 208.3                                                                  | 229.9                                                                  | 207.8                                                                  | 186.3                                                                  | 180.4                                                                  | 172.5                                                                  | 171.8                                                                  | 150.3                                                                  | 142.8                                                                  | 2.110,5                                                                |
| Sursă: Administrația Meteorologică din China                           |                                                                        |                                                                        |                                                                        |                                                                        |                                                                        |                                                                        |                                                                        |                                                                        |                                                                        |                                                                        |                                                                        |                                                                        |                                                                        |